# Pentala Harikrišna
Pentala Harikrišna (* 10. května 1986, Guntúru) je indický šachový velmistr. Dne 12. září 2001 se stal nejmladším indickým velmistrem – tento rekord nyní drží Gukesh D. V roce 2001 se stal šachovým mistrem Commonwealthu. V roce 2004 vyhrál šachové mistrovství světa juniorů, v roce 2011 se stal šampionem šachové Asie. V roce 2018 se oženil s Naděždou Stojanovičovou, srbskou šachistkou.
V roce 2012 vyhrál Tata Steel Group B, v roce 2013 Biel MTO Masters Tournament Open. V letech 2000 až 2012 reprezentoval Indii na sedmi šachových olympiádách. V roce 2010 vyhrál s indickým šachovým týmem bronzovou medaili na týmovém mistrovství světa. Na asijském mistrovství v šachu vyhrál s týmem jednou, stříbrnou medaili získal dvakrát. Jednou pak získal individuální bronzovou medaili.
V únoru 2013 dosáhl hodnocení Elo 2700. V listopadu roku 2016 se v žebříčku FIDE dostal s rating Elo 2768 do první světové desítky.

## Šachová kariéra

### Junior
Byl velmi úspěšným šachovým juniorem, vyhrál mistrovství Indie v kategorii do osmi let (1993), do deseti let (1995), do čtrnácti let (1999), do patnácti let (1998), do osmnácti let (1998). V roce 1999 vyhrál šachový šampionát Commonwealthu v kategorii do osmnácti let. V roce 1996 vyhrál mistrovství světa v kategorii do 10 let.
Jeho výkonnost byla tak vysoká, že již ve věku 14 let a 5 měsíců reprezentoval Indii na šachové olympiádě v roce 2000. Tehdy dosáhl 6,5 bodů z 11 a získal tak svou první velmistrovskou normu. Druhá a třetí velmistrovská norma přišly brzo po té první. Jednu získal pátým místem na turnaji Corus Group B a tu poslední získal sedmnáctým místem na asijském šachovém šampionátu. Tato poslední velmistrovská norma jej kvalifikovala na Mistrovství světa v šachu FIDE 2002. V červenci roku 2000 dosáhl požadovaného ratingu Elo pro zisk titulu šachového velmistra – Elo 2500.

### Rozhovory
- " Rozhovor s velmistrem P. Harikrišnou ", 20. srpna 2007.
- „ Harikrišna vyhrál Tata Steel “, The Times of India, 30. ledna 2012.
- „ Harikrišna “, Hindu, 8. února 2012.
- „ Harikrišna chce indickou šachovou ligu “, The Times of India, 27. března 2014.